# All Star Game maschile di pallavolo 2001
L'All Star Game maschile di pallavolo 2001 fu la 11ª edizione della manifestazione organizzata dalla FIPAV.

## Regolamento
Alla manifestazione presero parte due squadre, la Nazionale Italiana e una squadra creata apposta per l'evento, il Resto del Mondo.
Queste due squadre sono composte, in questa edizione, dai giocatori stranieri e italiani presenti nel campionato italiano 2001-2002.
Venne disputata una partita unica. La gara si svolse a Ferrara, sede della manifestazione.
Fu nominato MVP della manifestazione il palleggiatore statunitense Lloy Ball.